# Ануфрієв Георгій Іванович
Георгій Іванович Ануфрієв (нар. 1940, тепер Російська Федерація) — радянський діяч, новатор виробництва, слюсар-складальник Куйбишевського авіаційного заводу Куйбишевської області. Член Центральної Ревізійної Комісії КПРС у 1986—1990 роках. Герой Соціалістичної Праці (26.03.1979).

## Життєпис
У 1959—1961 роках — слюсар-складальник Куйбишевського машинобудівного заводу Куйбишевської області.
У 1961—1964 роках — у Радянській армії.
Член КПРС з 1964 року.
У 1964—1970 роках — слюсар-складальник Куйбишевського машинобудівного заводу Куйбишевської області.
З 1970 року — слюсар-складальник Куйбишевського авіаційного заводу Куйбишевської області.
У 1983 році закінчив Куйбишевський авіаційний технікум.
Потім — на пенсії.

## Нагороди і звання
- Герой Соціалістичної Праці (26.03.1979)
- два ордени Леніна (26.03.1979,)
- ордени
- медалі